# Єзупіль (станція)
Є́зупіль — проміжна залізнична станція Івано-Франківської дирекції залізничних перевезень Львівської залізниці на лінії Ходорів — Хриплин між станціями Ямниця (8 км) та Дубівці (7 км). Розташована в однойменному селищі Івано-Франківського району Івано-Франківської області.

## Історія
14 грудня 1908 року на залізниці Львів — Чернівці трапилася масштабна аварія: о 04:19 на станції Єзупіль зіштовхнулися вантажний поїзд, який рухався зі Станіславова, з пасажирським поїздом № 322, який примував зі Львова. Очевидцем аварії став журналіст газети «Kurjer Lwowski», яка 15 грудня 1908 року опублікувала опис події, які розвивалися наступним чином:
|  | Вантажний поїзд № 383 під управлінням машиніста Обуха рухався до Станіславова. Машиніст Обух був дуже втомлений, адже працював всю ніч, тому через ранковий туман не помітив забороняючі попереджувальні сигнали на станції. Він помітив сигнали чергового по станції, і дав «контр-пару», але вже було пізно — на відстані біля 200 кроків біля вокзалу станції Єзупіль сталося жахливе зіткнення із пасажирським поїздом № 322 (машиніст Тушинський). |

Удар був достатньо сильний — обидва паровози буквально «в'їлися» один в одного. В результаті аварії з колії зійшло 6 ватажних вагонів, один поштовий та один пасажирський. Всі пасажири, як не дивно, залишилися живі, лише травми отримав один пасажир С. Спербер. Також травми отримали п'ятеро залізничників. Причинами аварії стали сильний туман, перевищення швидкості машиністом Обухом і його невисока кваліфікація та помилки персоналу станції Єзупіль.

## Пасажирське сполучення
На станції зупиняються приміські поїзди сполученням Івано-Франківськ — Ходорів.